# 加斯波特 (紐約州)
加斯波特（英語：Gasport）是位於美國紐約州尼亞加拉縣的普查規定居民點。

## 人口
根據2020年美國人口普查的數據，加斯波特的面積為8.21平方千米，當中陸地面積為8.08平方千米，而水域面積為0.13平方千米。當地共有人口1296人，而人口密度為每平方千米157.86人。